# ゼロの気持ち
「ゼロの気持ち」（ぜろのきもち）は、doaの7枚目のシングル。

## 概要
テレビアニメ『内閣権力犯罪強制取締官 財前丈太郎』（テレビ朝日）オープニングテーマ。

## 収録曲
全作曲・編曲：徳永暁人
1. ゼロの気持ち
作詞：大田紳一郎
PV内ではブルースハープを担当しているのは徳永だが、ライヴでは、吉本の担当になっている。
2. PIECE OF NOTHING
作詞：吉本大樹
ライヴでは、徳永と大田による、ギターとベースのかけあいが行われる。
3. Don't leave me alone
作詞：大田紳一郎